# 10968 Sterken
A 10968 Sterken (ideiglenes jelöléssel 4393 T-1) a Naprendszer kisbolygóövében található aszteroida. Cornelis Johannes van Houten,  Ingrid van Houten-Groeneveld és Tom Gehrels fedezte fel 1971. március 26-án.